# Велень (комуна, Нямц)
Велень, Велені (рум. Văleni) — комуна у повіті Нямц в Румунії. До складу комуни входять такі села (дані про населення за 2002 рік):
- Велень (791 особа)
- Давід (130 осіб)
- Морень (313 осіб)
- Мунтень (398 осіб)

Комуна розташована на відстані 291 км на північ від Бухареста, 26 км на північний схід від П'ятра-Нямца, 69 км на захід від Ясс.

## Населення
У 2009 року у комуні проживали 1806 осіб.

## Зовнішні посилання
- Дані про комуну Велень на сайті Ghidul Primăriilor